# Puerto Drummond
Der Hafen Puerto Drummond ist ein privates Kohlenterminal in Kolumbien, das von Drummond, Kolumbiens zweitgrößtem Kohleproduzenten, betrieben wird. Es liegt an der Karibikküste, etwa 10 km von Ciénaga, Departamento Magdalena, entfernt.
Im Jahr 2014 stellte Drummond Verbesserungen der Hafeninfrastruktur in Höhe von 360 Millionen US-Dollar vor, einschließlich der Installation modernster Direktverladeanlagen. Diese Verbesserungen verdoppelten die Exportkapazität des Hafens von 30 Millionen auf 60 Millionen Tonnen pro Jahr und machten Puerto Drummond zum größten Kohlehafen Kolumbiens.
Kohle wird mit dem Zug über eine 193 km lange Eisenbahnlinie von Drummonds zwei Tagebauminen im Cesar-Kohlenbecken in der Nähe von La Loma zum Hafen gebracht: die Mine La Loma (auch bekannt als Mina Pribbenow) und die Mine El Descanso.